# 相楽村
相楽村（さがなかむら）は、京都府相楽郡にあった村である。現在は木津川市の一部となっている。

## 地理
- 京都盆地の南西に位置し、奈良県との境川には相楽山が広がる。

## 気候
- 盆地の内陸性気候であり、夏は暑く、冬は冷え込む。

## 沿革
- 1889年 - 町村制施行により相楽村と吐師村（はぜむら）が合併し、相楽村発足。
- 1898年 - 関西鉄道（現：JR西日本）長尾駅から木津駅が開業する。
- 1917年 - 農業補習学校開設
- 1923年12月 - 吐師に小作争議。日本農民組合吐師支部創立。
- 1929年3月 - 木津町、相楽村、山田荘村、祝園村、稲田村の5ヶ町村立総合病院が開院する。
- 1951年4月1日 - 木津町との合併により消滅。

## 人口の変遷
- 1898年 - 1,963人
- 1908年 - 2,006人
- 1920年 - 1,753人
- 1930年 - 1,780人
- 1940年 - 1,915人
- 1947年 - 2,410人

## 教育
- 相楽村立相楽小学校（旧：木津川市立相楽小学校）
- 山田荘村川西村相楽村組合立中学校（現：精華町立精華中学校）
- 農業補習学校

## 相楽木綿
江戸時代から、綿花を栽培して、紺色の地に絣の技法で様々な文様を表現した「相楽木綿」が織られていた。太平洋戦争による糸不足や戦後の機械織り衣料の普及で一時途絶えたが平成年間に復興して2009年に相楽木綿伝承館が設けられ、2020年には京都府の無形民俗文化財に指定された。

## 交通

### 鉄道
JR西日本・近畿日本鉄道（廃村当時はそれぞれ日本国有鉄道・奈良電気鉄道）が通過するのみ。最寄り駅は西木津駅、山田川駅。

### 道路
- 二級国道大阪四日市線（現・国道163号）
- 指定府道田辺木津線